# Katie Grimes
Katie Grimes, född 8 januari 2006, är en amerikansk simmare.

## Karriär
I juli 2021 vid OS i Tokyo slutade Grimes på 4:e plats på 800 meter frisim.
I juni 2022 vid VM i Budapest tog Grimes som 16-åring silver på 1 500 meter frisim. Hon simmade på personbästat 15.44,89 och blev endast besegrad av Katie Ledecky. Grimes tog även silver på 400 meter medley.